# دوبرونته
دوبرونته (به مجاری:  Döbrönte) یک شهرداری در مجارستان است که در ناحیه پاپا واقع شده‌است. دوبرونته ۱۰٫۷۹ کیلومتر مربع مساحت و ۲۶۰ نفر جمعیت دارد.